# غسان عبد الرزاق الملاح
الشيخ غسان عبد الرزاق الملاح (1394- 1445 هـ / 1974- 2024 م)، عالم وداعية إسلامي عراقي، وإمام وخطيب في جامع البشير في منطقة باب الجديد في الموصل، وأستاذ محاضر في جامعتها.

## ولادته ونشأته
ولد الشيخ في مدينة المَوصِل عام 1394هـ/ 1974م في منطقة شارع فاروق القديم في الجانب الأيمن من المدينة، ونشأ في ظل عائلة دينية وترعرع منذ طفولته بصحبة أبيه وعمِّه في تكية الشيخ عبد الوهَّاب الفخري، ثم طلب العلوم الشرعية في القرآن وعلوم الحديث على يد علماء الموصل.

## دراسته وشيوخه
بعد أن أتم الدراسة الأولية دخل إعدادية الدراسات الإسلامية في الموصل، وسافر إلى بغداد ودرس في المعهد العالي لإعداد الأئمَّة والخطباء في الأعظمية الذي سُمِّي لاحقًا كلية الإمام الأعظم الجامعة، وتخرَّج بدرجة تفوق وكان من شيوخه في الدراسة الأولية:
- الشيخ عبد الملك السعدي.
- الشيخ عبد الكريم السعدي.
- الشيخ مكي الكبيسي
- الشيخ هاشم جميل.

ثم حصل على شهادة ماجستير في الحديث النبوي في كلية الإمام الأعظم في بغداد، وكان عنوان رسالته «مكانة الإمام محمد بن الحسن الشيباني في الحديث». ثم أكمل دراسة الدكتوراة في الكلية ذاتها، وكان عنوان أطروحته «مرويات الإمام محمد بن المنكدر في الكتب التسعة».
ومن مشايخه الذين تَلْمَذ على أيدهم في الموصل:
- الشيخ محمد بن ياسين السنجاري.
- الشيخ محمد أمين الفيضي.
- الشيخ فيضي الفيضي.
- الشيخ أكرم عبد الوهاب الملا يوسف.
- الشيخ رمضان الرمو.
- الشيخ محمد عبد الإله آل ثابت.
- الشيخ رافت لؤي حسين آل فرج البجاري.
- الشيخ أحمد شفيق يحيى الطائي.
- الشيخ سعد يوسف الصفار.

## من إجازاته
- إجازة في الحديث النبوي الشريف في المدينة المنورة عن الشيخ حامد بخاري.
- إجازة ببعض الكتب الفقهية الحديثة عن الشيخ أحمد شفيق يحيى.. وغيرهم.
- إجازة في العلوم العقلية والنقلية عن مسند العراق الشيخ الدكتور أكرم عبد الوهاب الملايوسف.
- إجازة في العلوم العقلية والنقلية عن الشيخ الدكتور عبد الرزاق السعدي.
- إجازة الخلافة في الطريقة النورية القادرية عن الشيخ محمد أمين الفيضي.

## مساجد عمل فيها
- جامع النور في حي النور في الموصل.
- جامع يارمجا في قرية يارمجا.
- جامع حموا القدو في منطقة الميدان.
- جامع نور المصطفى في حي الوحدة.
- جامع الرحمن الرحيم في منطقة الأعظمية.
- جامع المدرس في بغداد.
- جامع الخضر في منطقة الكورنيش.
- جامع السلطان ويس في منطقة حضيرة السادة في الموصل.

## وظائفه وأعماله
- مدرس في ثانوية الشيخ الجنيد البغدادي الإسلامية في تلعفر.
- مدير إدارة في مجلة الرباط الموصلية.
- معاون في ثانوية الحدباء الإسلامية من عام 2011 إلى تاريخ وفاتهِ.
- مدرس في المعهد العالي لإعداد الائمة والخطباء في منطقة النبي شيت.
- محاضر في جامعة الموصل في كلية العلوم الإسلامية وكلية التربية قسم علوم القرآن.
- عضو في مشيخة الحديث العراقية فرع نينوى.
- عضو في مؤسسة الفيض الإنسانية في مدينة الموصل.
- محاضر في كلية المعرفة الإسلامية من عام 2009 إلى عام 2010.

## مؤلفاته
- أحكام الأضحية في الإسلام مئة سؤال وجواب (مطبوع).
- الفوائد الجليلة في شرح الأربعين النووية.
- تحقيق رسالة الشيخ العلامة عبد العزيز سالم السامرائي، (مطبوع).
- كتاب في الفقه الحنفي القدوري خمسة أجزاء خمسمئة سؤال وجواب.

## وفاته
توفي الشيخ غسان الملاح في مدينة الموصل يوم الأربعاء 13 ذو الحجة 1445 هـ الموافق 19 يونيو (حَزيران) 2024. إثر نوبة قلبية عن عمر ناهز الخمسين.